# Wiktor Komliakow
Wiktor Komliakow, ros. Виктор Комляков (ur. 25 kwietnia 1960) – mołdawski szachista i trener szachowy (FIDE Trainer od 2012), arcymistrz od 1995 roku.

## Kariera szachowa
W 1990 r. podzielił II m. w kołowym turnieju w Moskwie. Do 1992 r. występował w turniejach organizowanych w Związku Radzieckim, klasyfikowany był również jako zawodnik tego kraju. Po powstaniu Mołdawii od razu znalazł się w ścisłej czołówce szachistów tego kraju. Wielokrotnie reprezentował barwy Mołdawii w rozgrywkach drużynowych, m.in.: sześciokrotnie na olimpiadach szachowych (w latach 1992, 1994, 1996, 1998, 2000, 2004) oraz  na drużynowych mistrzostwach Europy (w roku 1992).
Wielokrotnie startował w turniejach indywidualnych, sukcesy odnosząc m.in. w:
- Odorheiu Secuiesc (1993, turniej B, dz. II m. za Borysem Itkisem, wspólnie z Ilią Botwinnikiem i Viorelem Iordăchescu),
- Orle (1994, z. I m. wspólnie z Siergiejem Kisielewem),
- Val Thorens (1994, dz. I m.),
- Berlinie (1994, turniej Berliner Sommer, dz. I m. wspólnie z Weresławem Eingornem, Matthiasem Wahlsem, Andriejem Charłowem, Wiktorem Michalewskim, Giennadijem Kuźminem, Władimirem Czuczełowem i Olegiem Nikolenko(inne języki)),
- Moskwie (1995, dz. I m. wspólnie z Andriejem Charitonowem i Igorem Zacharewiczem),
- Požarevcu (1995, dz. I m. wspólnie z Andriejem Zontachem),
- Nojabr´sku (1995, dz. II m. za Konstantinem Landą, wspólnie z Wiktorem Moskalenko i Aleksandrem Stripunskim),
- Kemerowie (1995, III m. za Aleksandrem Chasinem(inne języki) i Grigorijem Serperem),
- Siewiersku (2001, III m. za Antonem Szomojewem i Andrejem Kawalouem),
- Moskwie (2003, III m. za Władimirem Dobrowem i Farruchem Amonatowem),
- Sierpuchowie (2004, II m. za Jewgienijem Romanowem),
- Dubnej (2005, III m. za Pawłem Maletinem i Denisem Abaszejewem),
- Salechardzie (2007, dz. II m. za Pawłem Potapowem, wspólnie z Andriejem Kowaliowem),
- Moskwie (2008, turniej C, dz. II m. za Rufatem Bagirowem).

Najwyższy ranking w karierze osiągnął 1 stycznia 1995 r., z wynikiem 2535 punktów zajmował wówczas 2. miejsce (za Wiktorem Bołoganem) wśród mołdawskich szachistów.